# Kilkenny (cervesa)
La Kilkenny és una marca de cervesa rossa pertanyent al grup Diageo, fabricada a Kilkenny, a Irlanda.
Era elaborada a la cerveseria més vella d'Irlanda, la St. Francis Abbey des de l'any 1710. fins al seu tancament l'any 2013. Ara s'elabora a St. James's Gate brewery, Dublin.
Els ingredients són aigua, ordi maltejat, ordi maltejat rostit, llúpol i llevat. La seva taxa d'alcohol per volum és de 4,3°/L. Està disponible en tirador i en llaunes.
Encara que d'origen irlandès, és particularment popular al Canadà en els pubs irlandesos de Toronto (des que s'ha vist celebritats com Mike Myers, Drake i Robert Gates amb una Kilkenny a la mà) i a Austràlia (on és igualment disponible a la majoria dels pubs).